# 撒拉威阿拉伯民主共和國
撒拉威阿拉伯民主共和國（阿拉伯语：الجمهورية العربية الصحراوية الديمقراطية，al-Jumhūrīyah al-'Arabīyah aṣ-Ṣaḥrāwīyah ad-Dīmuqrāṭīyah，缩写为SADR），通稱西撒国，是一個有限承认的阿拉伯國家，位於北非西撒哈拉地區。撒拉威阿拉伯民主共和國聲稱擁有整個西撒哈拉地區的主權，但目前只能控制有關領土的四分之一，其餘領土被摩洛哥王國所控制和劃分為摩洛哥南部的「蓋勒敏-農河大區、阿尤恩-薩基亞-阿姆拉大區、達赫拉-黃金谷地大區」。
撒拉威阿拉伯民主共和國與45個聯合國成員國保持外交關係，並且是非洲聯盟的正式成員。這裡有大約50萬人口，是非洲人口最稀少的地區，也是世界上人口第二稀少的地區。

## 歷史

### 古代
公元7世纪，阿拉伯人進入西撒哈拉地區。15世纪中叶，葡萄牙人入侵此地。19世纪，西班牙人也開始入侵西撒哈拉，於1886年將之劃為西班牙保護國。

### 現代
1958年，西撒哈拉被改設為撒哈拉省，隸屬於西属西非。然而，西班牙在該地區的殖民统治遭到阿爾及利亞、摩洛哥以及毛里塔尼亚等三國的反对。
1973年5月，在阿爾及利亞的支持下，薩基亞阿姆拉和里奧德奧羅人民解放陣線（簡稱「波利薩里奧陣線」或「西撒人陣」）宣布成立，同時决定通过武裝鬥爭爭取西撒哈拉獨立。
1975年11月，摩洛哥組織绿色进军，35万名志愿者开进西撒哈拉。11月14日，西班牙、摩洛哥、毛里塔尼亚三國簽訂《马德里协议》，規定西班牙必須最遲於1976年2月26日撤离西撒哈拉。
1976年2月，西班牙履行協議，開始陸續地將其軍隊全數撤出西撒哈拉。随即摩洛哥便與毛里塔尼亚簽訂了瓜分西撒哈拉的協定：摩佔領北部17万平方公里、毛佔領南部9万平方公里，但此舉遭到了西撒哈拉波利萨里奥阵线的强烈反对和阿尔及利亚的强烈谴责。1976年2月26日，西班牙军队全部撤出西属撒哈拉。1976年2月27日，波利萨里奥阵线在西撒哈拉的比尔莱赫卢宣布成立阿拉伯撒哈拉民主共和國，长期以来，比尔莱赫卢一直是阿拉伯撒哈拉民主共和国事实上的临时首都，直到2011年被提法里提取代。
1979年8月，由於無法抵禦波利薩里奧陣線游擊隊的進攻，毛里塔尼亚放弃对西撒哈拉的领土要求，主動退出西撒战争，而摩洛哥則趁機占領了原來的毛占區，并不断向西撒腹地推进。
1984年，波利薩里奧陣線領導下的撒拉威阿拉伯民主共和國加入非洲團結組織，而摩洛哥則為此退出該組織。
1987年，摩洛哥幾乎控制了西撒哈拉的大部分領土。與此同時，摩洛哥逐漸在西撒建立起6道總長達2,720公里的防禦墻，並派遣軍隊駐守和設立相應的行政管理機構。
1991年，摩洛哥和波利薩里奧陣線同意了联合国的停火解決計劃。相關的公民投票原定於1992年舉行，但隨後很快陷入了停頓狀態。1997年，雙方達成休士頓協議，預定在1998年舉行公民投票，但在摩洛哥反悔之下未實現。

[1] 依波利萨里奥阵线观点为独立国家
[2] 依联合国观点为主权未定的非自治领土
[3] 按照实际控制沿沙墙分治
[4] 依摩洛哥观点全部为摩洛哥主权所有

2007年4月，摩洛哥推出西撒哈拉自治計劃，希望以此重啟西撒哈拉問題和談進程，但遭到了波利薩里奧陣線的堅決反對。波利薩里奧陣線声称摩洛哥当局在其控制的西撒哈拉地区侵犯当地居民人权，并谴责摩洛哥官方的阿拉伯马格里布通讯社蓄意丑化撒拉威阿拉伯民主共和國的国际形象。
2009年4月30日，联合国安理会一致通过联合国大会第1871号决议，将联合国西撒哈拉全民投票特派团任期从即日起延长1年。决议说，安理会欢迎摩洛哥和西撒哈拉人民解放阵线同意举行小型的非正式会谈，为第五轮谈判作准备。
2010年2月10日至11日，西撒哈拉问题有关各方已同意在美国纽约州西徹斯特郡举行非正式谈判。联合国秘书长潘基文的西撒哈拉问题特使克里斯托弗·罗斯主持了此次谈判，西撒哈拉地区冲突方──摩洛哥和西撒哈拉人民解放阵线（波利萨里奥阵线），以及阿尔及利亚和毛里塔尼亚的代表出席。
同年11月，西撒哈拉问题第三次非正式会谈在纽约长岛举行。与会各方进行了“广泛、坦诚”的会谈，但并未取得实质进展。12月16日至18日，西撒哈拉问题第四次非正式会谈在纽约长岛格林特里举行。谈判结束后发表的公报说，西撒拉问题冲突双方摩洛哥和西撒哈拉人民解放阵线拒绝将对方提议作为未来谈判的唯一基础。
2011年1月21日至23日，西撒哈拉问题第五次非正式会谈在美国纽约州长岛举行。会谈结束后发表的公报称，西撒哈拉问题冲突双方摩洛哥和西撒哈拉人民解放阵线分歧严重，仍拒绝将对方提议作为未来谈判的唯一基础，西撒哈拉问题的解决依旧毫无进展。同年，阿拉伯撒哈拉民主共和国将临时首都由比尔莱赫卢迁至提法里提。

## 政治

### 政府結構
總統為國家元首，阿拉伯撒哈拉民主共和國並實行总统制，總統任命總理為政府首腦。阿拉伯撒哈拉民主共和國實行一党制，由萨基亚阿姆拉和里奥德奥罗人民解放阵线长期执政。
此外，政府結構包括一個部長會議（由總理領導的內閣，總理擔任部長會議主席）、一個獨立的司法機構（大法官由總統任命）和一個立法机关：撒哈拉全国委员会。

### 立法機構
撒哈拉全国委员会共有51個議員席次，目前成員完全來自執政黨波利萨里奥阵线。目前撒哈拉全國委員會設立於臨近阿尔及利亚廷杜夫省的提法里提。

## 选举
阿拉伯撒哈拉民主共和国声称西撒哈拉全境是该国领土，这是自西班牙1975年放弃以来主要由摩洛哥管理的领土。西撒哈拉的主权尚未解决，摩洛哥和波利萨里奥阵线（萨基亚阿姆拉和里奥德罗人民解放阵线）争夺该领土，后者于1976年2月正式宣布成立阿拉伯撒哈拉民主共和国政府。联合国认为西撒哈拉是去殖民化的非自治领土，正试图通过特派团，西撒特派团就这个问题举行全民公投。联合国管理的停火自1991年9月起生效。阿拉伯撒哈拉民主共和国在国家一级选举立法机构撒哈拉全国委员会（SNC）。此机构也称为共和国议会，有51名成员，是在波利萨里奥阵线总人民代表大会（GPC）之后选出的。撒哈拉全国委员会2012年选举于2012年2月19日至2月21日举行，卡特里·阿杜于2月28日再次当选全国委员会主席。选举在波利萨里奥阵线的框架内进行，候选人单独选举，不允许其他政党参加。第十三届总人民代表大会于2011年12月15日至12月22日在所谓的自由区 (西撒哈拉)举行。总人民代表大会还选举波利萨里奥阵线的执行机构中央政治局及其总书记，总书记随后成为阿拉伯撒哈拉民主共和国总统。现任总书记是卜拉欣·加利。地方和地区官员以及总人民代表大会的代表每年在阿尔及利亚廷杜夫省撒哈拉难民营举行的两次人民代表大会（或人民基础代表大会）上选举产生。
1976年公布并于1996年最后一次修订的《阿拉伯撒哈拉民主共和国宪法》规定，上述制度是一种应急的临时机制。如果建立一个独立的西撒哈拉国家的目标实现了，宪法中定义的转型时期将开始，會模仿以欧洲议会路线的多党制的取代現在的狀況。波利萨里奥阵线随后将被解散或转变为一个普通政党。

## 管轄範圍

位於西撒哈拉的摩洛哥控制區（藍色）和撒拉威阿拉伯民主共和國控制區（綠色）

撒拉威阿拉伯民主共和國政府目前的行政中心在阿尔及利亚西部廷杜夫省的撒哈拉难民营內。其總部位於廷杜夫省南部。另外，有些政府官員派駐於西撒哈拉領土東部和其他幾個由波利薩里奧陣線所控制的「自由地區」內部城鎮。雖然政府實際管理區域包含其控制下的西撒哈拉部分領土及位於阿爾及利亞廷杜夫省的撒拉威難民營，但其所宣稱的領土範圍並不包括後者。目前有幾個外援機構持續派員在難民營服務，包括联合国难民署。

## 外交

西撒哈拉主權爭議区
承认西撒哈拉的国家
曾经承认西撒哈拉，现已不再承认的国家

阿拉伯撒哈拉民主共和国至今仍未能加入联合国，但是現時已獲部分國家正式承認，同時為非洲联盟的成員國，部分国家已於該國設立大使館，目前世界上已有39個联合国成员国予以承認，其中37国与其保持外交关系（2022年12月）。未受普遍承認的國家南奧塞梯共和國也承認了阿拉伯撒哈拉民主共和國的獨立國家地位。

## 地理

### 位置
纬度位置：20°46′N—27°40′，按照地球五带的划分依据，三分之一位于热带，三分之二位于北温带。位于北半球。北部边界恰好为北纬27°40′纬线。
经度位置：17°06′W—8°40′W，东部边界恰好为西经12°和8°40′W。从东西半球角度看，位于西半球，规定为0时区（格林尼治时间）。
海陆位置：北靠非洲大陆、面临大西洋。东北与摩洛哥、阿尔及利亚相邻；南部与毛里塔尼亚相邻；位于撒哈拉沙漠西部。

### 气候
西撒哈拉占是典型的风沙地貌，全境除少数绿洲以外，几乎全是沙漠。西部沿海地区地势低平，海拔在200米以下；东部地区地势较高，海拔约450 米。东北省海拔800米为全区最高地区。高原上有深谷，以萨吉耶哈拉干河谷最大。全境无一条常年性河流。属热带沙漠气候，年降雨量100毫米以下，有的地区经常20年无雨。日温差大，内地昼夜气温变化幅度为11℃~14℃。缺雨、干旱、闷热是西撒哈拉气候的特点。即位是沿大西洋边上的阿尤恩、达赫拉等地的年降雨量也只有40毫米左右。

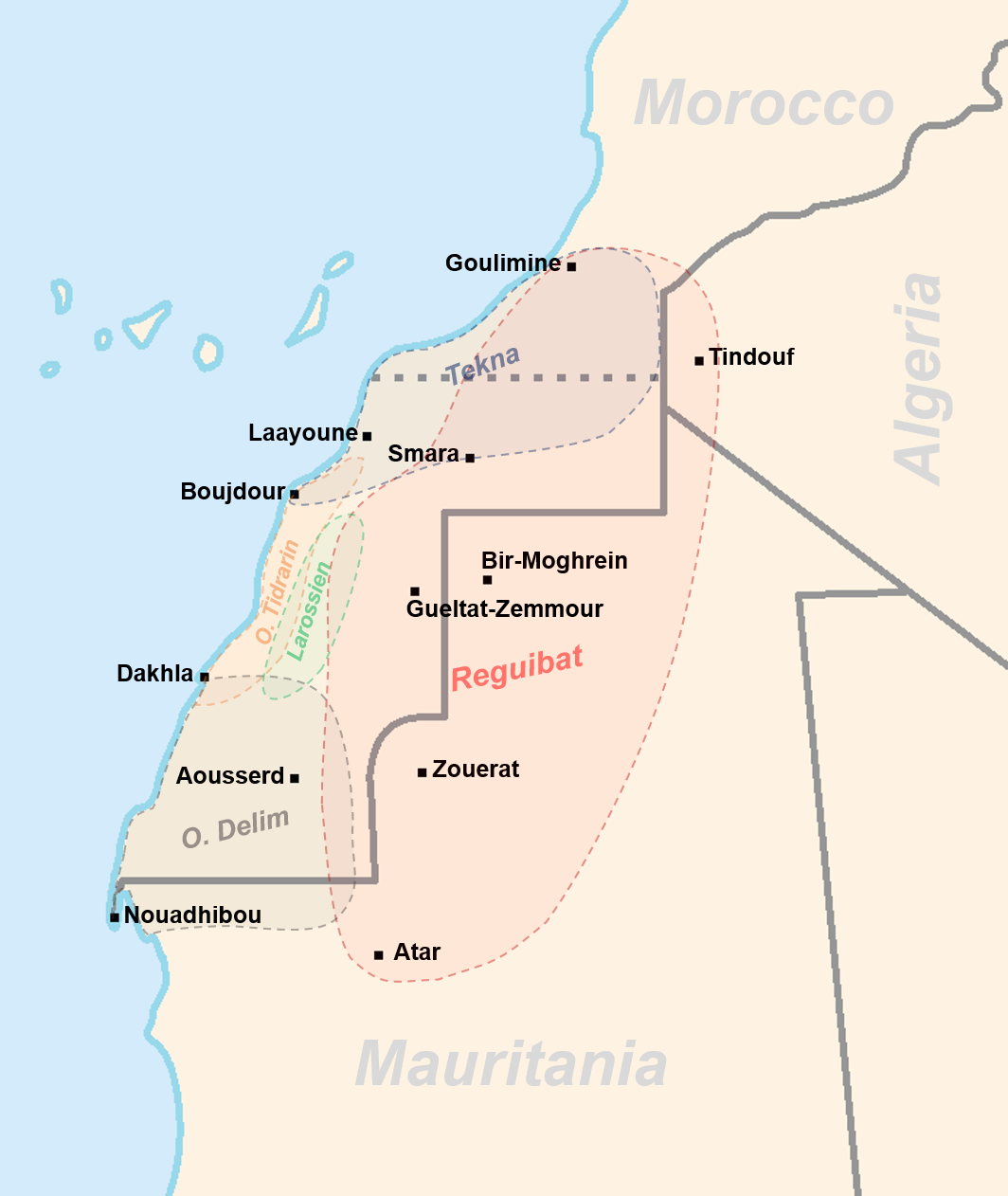
撒哈拉共和国控制区主要为Reguibat部落

### 行政區劃

廷杜夫难民营位置

撒拉威阿拉伯民主共和國規劃了6個省，但沒有實際意義。最大的聚居點是阿爾及利亞境內的撒哈拉難民營。
| No | 省          | 中心     | 面積       |
| -- | ----------- | -------- | ---------- |
| 1  | 奧塞爾德    | 奧塞爾德 | 65 000 km² |
| 2  | 阿薩扎格    | 阿薩     | 5 000 km²  |
| 3  | 布支杜爾    | 布支杜爾 | 40 000 km² |
| 4  | 阿尤恩      | 阿尤恩   | 30 000 km² |
| 5  | 斯马拉      | 斯马拉   | 60 000 km² |
| 6  | 奧德·達哈卜 | 達赫拉   | 55 000 km² |

### 摩洛哥方面
共有三大區（阴影部分為撒哈拉共和国控制区）：
| No | 地區、直轄市                      | 中心   | 面積（km2） |  |
| 1  | 蓋勒敏-塞馬拉大區（部分）         | 盖勒敏 | 122,825 km² |  |
| 2  | 阿尤恩-布支杜爾-薩基亞-阿姆拉大區 | 阿尤恩 | 139,480 km² |  |
| 3  | 達赫拉-黃金谷地大區               | 达克拉 | 50.880 km²  |  |

## 人口
當地總人口統計爲638,760人（2004年），其中大多數人自摩洛哥遷入，而原住民仍然在總人口中占有一定比例。

## 节日
| 节日     | 节日名称                             | 设立事件/备注                                       |
| -------- | ------------------------------------ | --------------------------------------------------- |
| 2月27日  | 独立日                               | 1976年，在比鄂-雷楼宣告成立阿拉伯撒哈拉民主共和国。 |
| 5月10日  | 波利萨里奥阵线成立日                 | 该国执政党及武装力量成立于1973年                    |
| 5月20日  | 五月二十六日革命日                   | 1973年开始对西班牙进行武装斗争的纪念日              |
| 6月5日   | 撒哈拉人民被压迫暨失踪族群纪念日     | 纪念撒哈拉人因绿色进军而被迫失踪的纪念日            |
| 6月9日   | 撒哈拉烈士纪念日                     | 萨尔瓦多-瓦利·穆斯塔法·赛义德于1976年去世的日子     |
| 6月17日  | 天义起义暨丽兹解放运动纪念日         | 1970年的丽兹解放运动                                |
| 10月12日 | 阿拉伯撒哈拉民主共和国国家民族团结日 | 庆祝1975年召开的艾恩本提利会议。                    |

## 拟议中的西撒哈拉权力机构
根据联合国前秘书长科菲·安南派往西撒哈拉的个人特使詹姆斯·贝克创建的贝克计划，阿拉伯撒哈拉民主共和国将被一个由摩洛哥监督的非主权西撒哈拉权力机构取代，随后举行独立公投，它于2003年获得联合国认可。然而，由于摩洛哥拒绝参与，这个计划似乎已经胎死腹中。
2007年4月，摩洛哥政府建议一个自治实体通过撒哈拉事务皇家咨询委员会（CORCAS）对西撒哈拉实行一定程度的自治。该项目于2007年4月中旬提交联合国安理会。摩洛哥提案的僵局导致联合国在2007年4月的一份“联合国秘书长报告”中要求各方进行直接和无条件的谈判，以达成双方都能接受的政治解决方案。

## 注释

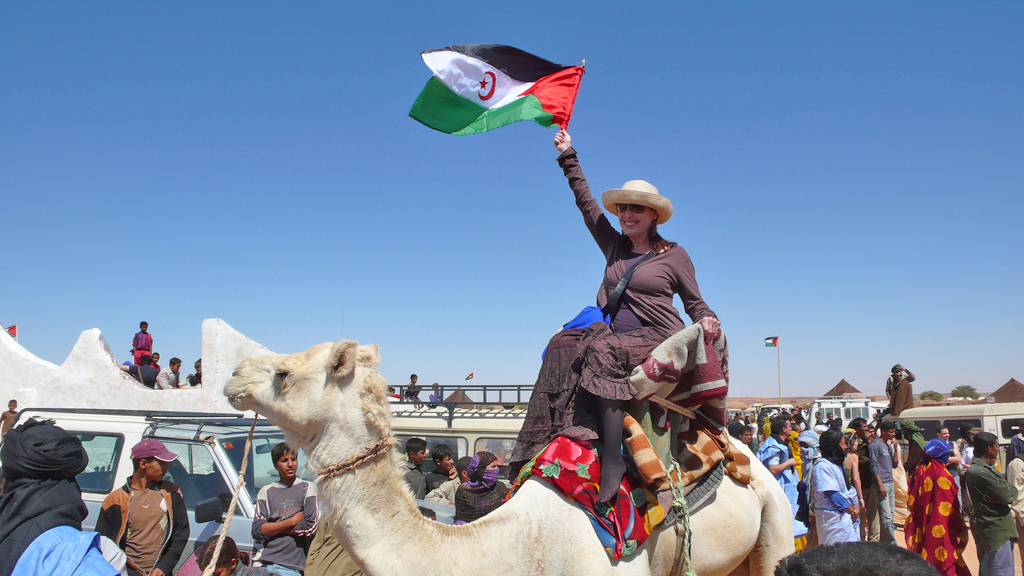
西班牙影星Veronica Forque支持阿拉伯撒哈拉民主共和国全面独立的街頭遊行（2007年）

## 外部連結
- http://www.geocities.co.jp/SilkRoad-Lake/2917/hikounin/sahara.html （页面存档备份，存于）（日語）